# Шакха
Ша́кха (санскр. शाखा, IAST: śākhā, «ветвь») — индуистские богословские брахманические школы, специализировавшиеся на изучении определённых ведийских текстов, или, в другом значении, ведийские тексты, которым следовали данные школы. Человек, следовавшей определённой школе или рецензии ведийского текста назывался термином «шакхин», которым в индуистской философии также называли приверженцев ортодоксальной философской системы. Подобные ведийские школы также назывались родственным термином «чарана». Хотя слова «чарана» и «шакха» часто используются как синонимы, чараной правильнее называть секту или группу людей одной школы, а термином «шакха» — традиционный текст, которому следует школа. В каждой школе существуют различные точки зрения, описываемые как «различия ведийских школ» (шакхабхеда). В каждой из школ традиционно изучалась одна из ведийских самхит (то есть одна из Вед как таковых), наряду с ассоциируемыми с ней Упанишадами, Брахманами, Араньяками, Шраута-сутрами и Грихья-сутрами.
В традиционном индуистском обществе принадлежность к определённой школе являлась важным аспектом классовой идентичности. К концу ригведийского периода термин «брахмана» стал использоваться по отношению ко всем членам жреческого сословия, внутри которого, однако, существовали различия, основанные на кастовой принадлежности и на принадлежности к одной из шакх. Брахмана, перешедшего в другую школу, называли «предателем своей шакхи» (шакхаранда).

## Список шакх

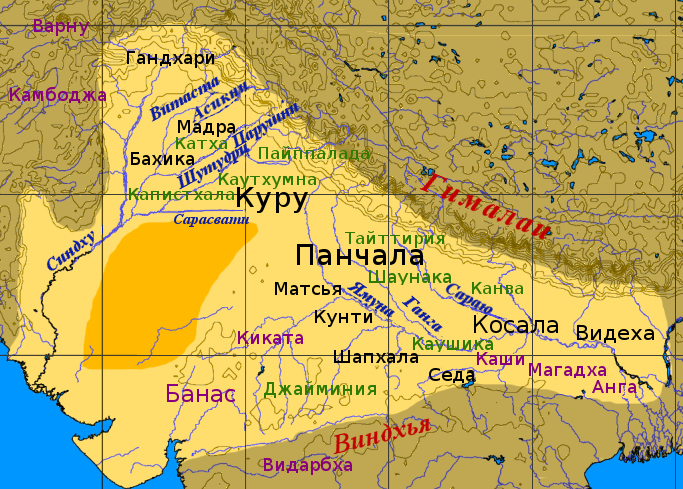
Карта ведийской Индии по Витцелю (1989). Гипотетические местонахождения различных ведийских шакх показаны зелёным цветом.

Традиционным источником информации о шакхах каждой из Вед является «Чарана-вьюха», которая существует в двух практически идентичных версиях: 49-я Паришишта «Атхарва-веды», приписываемая Шаунаке, и 5-я Паришишта «Шукла Яджур-веды», приписываемая Катьяяне. Там приводятся списки как существующих на момент составления списка шакх, так и уже прекративших своё существование. Только очень небольшое количество шакх сохранилось до наших дней. Ниже приведены списки шакх.

### Риг-веда
| Шакха     | Самхита                             | Брахмана                       | Араньяка                   | Упанишада                |
| --------- | ----------------------------------- | ------------------------------ | -------------------------- | ------------------------ |
| Шакала    | Текст editio princeps Макса Мюллера | Айтарея-брахмана               | Айтарея-араньяка           | Айтарея-упанишада        |
| Ашвалаяна | Декламируется намбудири-брахманами  | Айтарея-брахмана               | Айтарея-араньяка           | Айтарея-упанишада        |
| Каушитаки | Декламируется намбудири-брахманами  | Каушитаки-брахмана             | Манускрипт                 | Каушитаки-упанишада      |
| Башкала   | Манускрипт                          | Каушитаки-брахмана             | Манускрипт                 | Каушитаки-упанишада      |
| Шанкхаяна | Манускрипт                          | Шанкхаяна-брахмана             | Шанкхаяна-араньяка         | Является частью Араньяки |
| Пайнги    | -                                   | Возможно существует манускрипт | Рахасья-брахмана (утеряна) | -                        |

### Яджур-веда

#### Шукла
| Шакха                                | Самхита         | Брахмана                                   | Араньяка                                      | Упанишада                                                         |
| ------------------------------------ | --------------- | ------------------------------------------ | --------------------------------------------- | ----------------------------------------------------------------- |
| Мадхьяндина (Ваджасанеи-мадхьяндина) | Отредактирована | Мадхьяндина-шатапатха (Шатапатха-брахмана) | Сохранилась как Шатапатха-брахмана XIV. 1-8   | Брихадараньяка-упанишада тождественна Шатапатха-брахмане XIV. 3-8 |
| Канва (Ваджасанеи-канва)             | Отредактирована | Канва-шатапатха (Шатапатха-брахмана)       | Сохранилась как книга XVII Шатапатха-брахманы | Брихадараньяка-упанишада                                          |

#### Кришна
| Шакха        | Самхита                                                                               | Брахмана                                                           | Араньяка                                                             | Упанишада                                |
| ------------ | ------------------------------------------------------------------------------------- | ------------------------------------------------------------------ | -------------------------------------------------------------------- | ---------------------------------------- |
| Катьяяна     | Манускрипт                                                                            | Манускрипт (только первые шесть книг, остальное утеряно)           | -                                                                    | -                                        |
| Тайттирия    | Тайттирия-самхита                                                                     | Тайттирия-брахмана и Вадхула-брахмана (часть Вадхула-шраута-сутры) | Тайттирия-араньяка                                                   | Тайттирия-упанишада                      |
| Майтраяни    | Майтраяни-самхита                                                                     | -                                                                  | Майтраяни-араньяка                                                   | практически идентична Араньяке           |
| Чарака-катха | Чарака-катха-самхита                                                                  | Частично напечатана, частично — в манускрипте                      | Катха-араньяка (практически весь текст из единственного манускрипта) | Катхака-упанишада, Катха-шикша-упанишада |
| Капиштхала   | Капиштхала-самхита (сохранившийся частично манускрипт, отредактированный Рагху Вирой) |                                                                    | -                                                                    | -                                        |

### Сама-веда
| Шакха                | Самхита                                                                        | Брахмана                                          | Араньяка                                                                                         | Упанишада           |
| -------------------- | ------------------------------------------------------------------------------ | ------------------------------------------------- | ------------------------------------------------------------------------------------------------ | ------------------- |
| Каутхума             | Отредактирована                                                                | Отредактирована (всего 8 Брахман)                 | Не существует. В саму Самхиту включена Араньяка                                                  | Чхандогья-упанишада |
| Ранаяния             | Манускрипт                                                                     | Отредактирована                                   | Не существует. В саму Самхиту включена Араньяка                                                  | Чхандогья-упанишада |
| Джайминия/Талавакара | Отредактирована и частично опубликована. Два различных стиля декламации саман. | Опубликована —Джайминия-брахмана, Аршея-брахмана. | Тамильская версия Тавалакара-араньяки (тождественна Джайминия-упанишада-брахмане), опубликована. | Кена-упанишада      |
| Шатьяяна             | (Возможно схожа с Джайминия Сама-ведой)                                        | Манускрипт                                        | -                                                                                                | -                   |

### Атхарва-веда
| Шакха      | Самхита | Брахмана                                               | Араньяка | Упанишада                                                      |
| ---------- | --- | ------------------------------------------------------ | -------- | -------------------------------------------------------------- |
| Шаунака    | Атхарва-веда-самхита, отредактирована | Частично Гопатха-брахмана (сохранилась и опубликована) | -        | Мундака-упанишад, опубликована                                 |
| Пайппалада | Атхарва-веда-пайппалада; декламируется намбудири-брахманами и брахманами Ориссы. Также сохранились два манускрипта: кашмирский (большей часть отредактированный) и ория (частично отредактированный Дипаком Бхаттачарьей и другими) | Утеряна                                                | -        | Прашна-упанишад, Шарабха-упанишад и др. — все отредактированы. |